# Paloma Sermon-Daï
 (février 2025).
Paloma Sermon-Daï, née en 1993 à Namur, est une scénariste et réalisatrice belge.

## Biographie
Originaire de Sclayn, Paloma Sermon-Daï étudie à l’Athénée Royal Andenne de 2005 à 2012. Elle poursuit ensuite son bachelier en techniques cinématographiques à la Haute École libre de Bruxelles - Ilya Prigogine. Elle est diplômée de l'Institut national de radioélectricité et cinématographie (Inraci). En 2017, son film de fin d'étude, Makenzy est présenté lors du festival de cinéma Visions du réel. Dans ce court documentaire, la réalisatrice suit le retour au village d'un jeune garçon parti à l'internat.
En 2021, Paloma Sermon-Daï signe son premier long-métrage documentaire, Petit samedi, produit par Michigan Films. Elle dresse le portrait de Damien, un homme qui tente de se libérer de ses addictions pour réussir à s'en sortir,,,. Le film est notamment récompensé d'un Bayard d'Or, du prix Agnès au Festival International du Film Francophone de Namur (FIFF) et du Grand Prix du Jury Diagonales du Festival Premiers plans d'Angers,,,. Ses deux premiers films ont été tourné dans son village natal de Sclayn.
En 2022, Paloma Sermon-Daï est lauréate du Magritte du meilleur documentaire pour Petit samedi, décerné lors des Magritte du cinéma,.
En 2023, elle reçoit le prix French Touch à la Semaine de la Critique à Cannes pour son premier film de fictions, Il pleut dans la maison tandis que ses deux acteurs principaux reçoivent une Mention spéciale de la part du jury presse du Champs-Élysées Film Festival en tant que révélations. Le 6 octobre, toujours pour Il pleut dans la maison, Paloma Sermon-Daï reçoit son deuxième Bayard d'Or au FIFF de Namur et Purdey et Makenzy Lombet reçoivent le Bayard de la meilleure interprétation.[réf. non conforme]

## Filmographie

### Courts métrages
- 2017 : Makenzy

### Longs métrages
- 2021 : Petit Samedi (documentaire)
- 2024 : Il pleut dans la maison (fiction)

## Distinctions
- 2021 : Bayard d'Or du Meilleur film pour Petit Samedi, Festival international du film francophone de Namur (FIFF)
  - Festival international du film francophone de Namur (FIFF)
  - Grand Prix du Jury Diagonales pour Petit Samedi, Festival Premiers Plans d'Angers
- 2022 : Magritte du meilleur documentaire pour Petit Samedi
- 2023 : Prix French Touch à la Semaine de la Critique à Cannes pour Il pleut dans la maison, Mention spéciale de la part du jury presse du Champs-Élysées Film Festival pour la "révélation" des acteurs Purdey et Makenzy Lombet dans Il pleut dans la maison, Bayard d'Or et Bayard de la meilleure interprétation au FIFF.
- 2023 : Bayard d'Or du Meilleur film pour Il pleut dans la maison, Festival international du film francophone de Namur (FIFF)[15]